# 中共和平县第一支部旧址
中共和平县第一支部旧址，位于中国广东省河源市和平县热水镇，为河源市和平县的一个县级文物保护单位，类型为近现代重要史迹及代表性建筑，公布时间为1983年8月。
中共和平县第一支部旧址的历史年代为1938。